# Oglasa iselaea
Oglasa iselaea är en fjärilsart som beskrevs av Pierre E.L. Viette 1958. Oglasa iselaea ingår i släktet Oglasa och familjen nattflyn. Inga underarter finns listade i Catalogue of Life.